# Штевен, Иван Петрович
Иван Петрович Штевен — русский литератор первой половины XIX века.
Служил в Санкт-Петербурге частным приставом.
В 1830—1840-х годах публиковал исторические романы, сказки в стихах. Исследователям русской фантастики известен своей повестью «Магические очки» (1845), герой которой с помощью волшебных очков становится человеком-невидимкой.
Современники ценили прозу Штевена невысоко. Так И. И. Панаев вспоминает следующий свой разговор с известным критиком Н. А. Полевым:

 — Я здесь уж совсем не тот-с. Я вот должен хвалить романы какого-нибудь Штевена, а ведь эти романы галиматья-с.
 — Да кто же вас заставляет хвалить их? — спросил я с удивлением.
 — Нельзя-с, помилуйте, ведь он частный пристав.
 — Что ж такое? Что вам за дело до этого?
 — Как что за дело-с! Разбери я его как следует, — он, пожалуй, подкинет ко мне в сарай какую-нибудь вещь, да и обвинит меня в краже. Меня и поведут по улицам на верёвке-с, а ведь я отец семейства!
— В. Г. Белинский в воспоминаниях современников. — М.: Художественная литература, 1977. — С. 204.

## Публикации
- Ш. И. Доктор Еремей, или Счастье от беды. Сказка вольными стихами. — СПб.: тип. вдовы Плюшара с сыном, 1833. — 48 с.
- Штевен И. П. Провидение, или Событие 18 века. — СПб.: тип. И. Воробьёва, 1837.
- Штевен И. П. Цыган или Ужасная месть. Происшествие минувшего столетия. В 2 ч. — СПб.: тип. А. Воейкова и К°, 1838.
- Штевен И. П. Солнечный луч. Происшествие из времён Екатерины II. Роман в 5 ч. — СПб.: тип. обер-полициймейстера, 1841.
- Штевен И. П. Магические очки : Повесть : Ч. 1-4. — СПб.: тип. Иогансона, 1845.
- Штевен И. П. Цыган или Ужасная месть. Происшествие минувшего столетия. В 2 ч. — СПб.: Типография Эдуарда Веймара, 1858. — 252+270 с.
- Штевен И. П. Провидение, или Событие 18 века. — 2-е изд.. — М.: тип. М. Смирновой, 1860.
- Штевен И. П. Русская сказка в 3-х ч. Сказка вольными стихами. — 1861.